# سر تنغان (باقران)
سر تنغان (بالإنجليزية: Sar Tangan)‏ هي مستوطنة تقع في إيران في قسم باقران الريفي. يقدر عدد سكانها بـ 14 نسمة .